# Румыния на Паралимпийских играх
Румыния на Паралимпийских играх впервые приняла участие в 1972 году на летних Играх в Гейдельберге, и с тех пор принимает участие на всех летних Играх (не участвовали в Играх 1976, 1980, 1984, 1988, 1992 годов). На зимних Играх делегация Румынии участвовала начиная с Игр 2010 года в Ванкувере.
На настоящее время спортсмены Румынии завоевали на всех Играх в сумме 6 медалей, из них 1 золотую, все медали завоёваны только на летних Играх.

## Медальный зачёт

### Медали летних Паралимпийских игр
| Игры                | Золото         | Серебро        | Бронза         | Всего          | Место          |
| ------------------- | -------------- | -------------- | -------------- | -------------- | -------------- |
| 1972 Гейдельберг    | 0              | 0              | 0              | 0              | —              |
| 1976—1992           | не участвовали | не участвовали | не участвовали | не участвовали | не участвовали |
| 1996 Атланта        | 0              | 0              | 0              | 0              | —              |
| 2000 Сидней         | 0              | 0              | 0              | 0              | —              |
| 2004 Афины          | 0              | 0              | 0              | 0              | —              |
| 2008 Пекин          | 0              | 1              | 0              | 1              | 63             |
| 2012 Лондон         | 1              | 1              | 0              | 2              | 47             |
| 2016 Рио-де-Жанейро | 0              | 0              | 1              | 1              | 76             |
| 2020 Токио          | 0              | 1              | 1              | 2              | 71             |
| Итого               | 1              | 3              | 2              | 6              |                |